# حمدي كنعان
حمدي كنعان (أبو طاهر؛1910-1981) سياسي فلسطيني، ولد في مدينة نابلس، وتلقّى تعليمه الأساسي والثانوي في مدرستي النجاح الوطنية ومدرسة البرج في نابلس. انضم للعمل الوطني ضد الاستعمار البريطاني
في الثورة الفلسطينية الكبرى 1936، واعتقل على إثرها في معتقل صرفند خلال العام 1936 لمدّة قصيرة. وفي عام 1953 انتُخب لعضوية أول غرفة تجارة وصناعة في مدينة نابلس.
ويشار أن ابنه طاهر كنعان كان مستشار الرئيس ياسر عرفات. وقد قدم سيرة والده في الكتاب الصادر عن المركز العربي للأبحاث ودراسة السياسات بعنوان" شيء عابر نابلس تحت الإحتلال (حزيران/ يونيو 1967 - آذار/ مارس 1969): مذكّرات ووثائق حمدي طاهر كنعان".

## حياته العملية
بدء حمدي طاهر كنعان العمل بعد تخرجه من الثانوية لأسباب اقتصادية إثر وفاة والده وتراكم الديون على عائلته بسبب تعثر نقل البضائع وشحنها على ظهور الدوابّ بين نابلس وسائر المدن الفلسطينية. فأدار في البداية أعمال صهره أحمد الشكعة، ثم أنشىء متجره الخاص بتجارة الحبوب والزيوت في الشويترة بنابلس. وبسبب نشوب الحرب العالمية الثانية عام 1939 انتقل بأسرته إلى عمّان وتملّك فيها متجرًا في سوق السكر، وأنشأ علاقات تجارية وثيقة مع تجار كُثر في دمشق وبيروت، وعاد عام 1945 إلى مسقط رأسه نابلس واشترى مزرعة تبلغ نحو ألف دونم في غور الجفتلك لإنتاج الفواكه والخضروات الطازجة، وأدخل إلى نابلس تقنية تصنيع الصابون العالي الجودة من الزيت المحتوي على نسبة عالية من الكلوروفيل بعد استخراجه من جفت الزيتون، وسمِّيت علامته التجارية من الصابون بـ "الدب القطبي".
شغل عضوية لجنة الدفاع في مدينة نابلس خلال الفترة (1947-1949). وشارك في مؤتمر نابلس في 27 ديسمبر 1948، وكان من ضمن الوفد الذي التقى بالملك عبد الله بن الحسين لمناقشة مقرّرات المؤتمر بخصوص الوحدة بين الضفتين. انتُخب لعضوية أول غرفة تجارة وصناعة في مدينة نابلس عام 1953 وأعيد انتخابه عام 1957 لفترة ثانية وشغل منصب أمين السر، وفي عام 1961 انتخب نائب الرئيس لمدة عامين، ثم تولى منصب رئاسة البلدية في 19 أكتوبر 1963 بعد حصد أعلى الأصوات في الإنتخابات حتى عام 1967 ومن أهم انجازاته خلال رئاسة البلدية استملاك أراض وتوزيعها على موظفي البلدية وذوي الدخل المحدود في غربي وشرقي المدينة وقد عرفت بالمساكن الشعبية الشرقية. برز اسمه بعد حرب حزيران 1967 كأحد القيادات المحلية في الأراضي الفلسطينية المحتلة، كما أسهم في عودة عدد من المهجرين خصوصًا مهجري قلقيلية. اختلف مع الحكومة الأردنية على إدارة ملف الإعانات لمدن وبلديات الأراضي المحتلة، وانتهى الخلاف إلى تقديم استقالته نهائيًا في مارس 1969.
اهتم كنعان بالأدب العربي والأدب العالمي المترجَم والصحف والمجلات، وأتقن الإنجليزية بسبب علاقته بالقنصل الإنجليزي في نابلس هاكت باين (Hacket-Pain).

## حياته السياسية
كان كنعان محافظًا يميل إلى الملكية الدستورية وهذا أدى لعلاقة وطيدة ربطته مع وصفي التل، وبالمقابل كان نافرًا من شعبوية الحاج أمين الحسيني وأتباعه ويرى فيها خطرًا، وكذلك شعبوية جمال عبد الناصر وأدواته الإعلامية (أحمد سعيد). لكنه لم يكن متحيزاً في ميوله السياسية، إذ تعامل بإيجابية مع انتساب ولديه طاهر وباسل لحزب البعث العربي الإشتراكي.
لعب حمدي كنعان والمجلس البلدي ورجالات المدينة دوراً مؤثراً في تثبيت الناس وتشجيعهم على الصمود داخل الوطن ومنعهم من الهجرة مما كان له آثار استراتيجية على مسار الصراع العربي الإسرائيلي. وقاد حمدي كنعان حملة من قناصل الدول الأجنبية في القدس وغيرهم لإعادة المهجرين من أهالي قلقيلية التي بدأت القوات الإسرائيلية في هدم مساكنهم وكذلك بعض أهالي طولكرم وعنبتا الذين انتشروا في المدخل الغربي لمدينة نابلس وفي محيط مخيم بلاطة. وقد أدت الحملة إلى تمكن اهالي قلقيلية وغيرهم من العودة إلى بيوتهم وإعادة تشغيل شبكتي الكهرباء والمياه لمدينة قلقيلية. وكذلك كان دوره كبير في الحملة لإعادة فتح المدارس في نابلس في السنة الدراسية الاولى بعد الإحتلال 1967_1968 وذلك بالتعاون مع المجلس البلدي والدكتور قدري طوقان وحكمت المصري ورشدي شاهين وغيرهم من رجالات المدينة.
توفي في شهر مارس 1981 في مدينة نابلس ودفن فيها.